# Luci Manli Capitolí
Luci Manli Capitolí (en llatí Lucius Manlius Capitolinus) va ser un magistrat romà que va viure al segle v aC.
Va ser tribú amb potestat consolar l'any 422 aC. Aquell any va provocar gran indignació a Roma la notícia de la negligència del cònsol Gai Semproni Atratí que va ser vençut pels volscs per una mala gestió en el comandament.